# Ditropinotellinae
La sottofamiglia dei Ditropinotellinae Bouček, 1988, è uno dei più piccoli raggruppamenti di insetti della famiglia degli Pteromalidi (Hymenoptera Chalcidoidea) comprendente solo tre specie presumibilmente parassitoidi.
Le specie di questa sottofamiglia sono associate a galle su varie specie di Eucalyptus, Acacia e Casuarina. Sono presenti in Australia e in Nuova Guinea.
Le tre specie sono riunite nell'unico genere Ditropinotella.